# Peripheriegerät

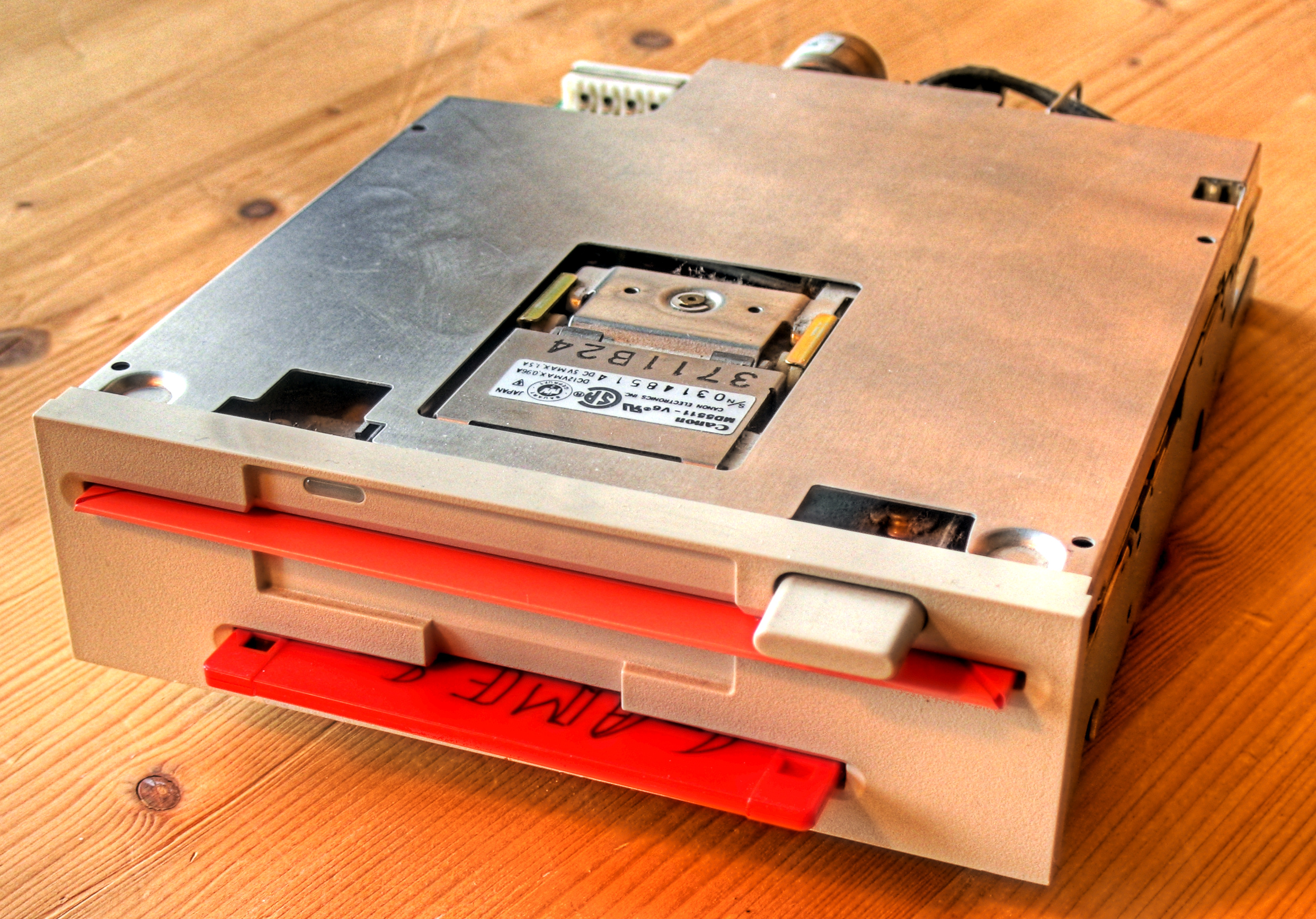
Internes Diskettenlaufwerk mit 3,5"- und 5,25"-Disketten

Das Peripheriegerät ist eine Komponente oder ein Gerät, welches sich außerhalb der Zentraleinheit eines Computers befindet (kurz: Zubehör). Vereinfacht kann zwischen im Computer verbauten (internen) und mit diesem durch ein Kabel (oder auch durch Infrarot- oder Funktechnik) verbundenen (externen) Peripheriegeräten unterschieden werden.
Peripheriegeräte dienen der Ein- und Ausgabe von Daten oder Befehlen in die Zentraleinheit. Sie erbringen eine „Dienstleistung“ für den Benutzer, diese kann entweder sichtbar (z. B. Papier-Ausdruck) oder unsichtbar (z. B. Signalwandlung interner Modems) erfolgen.
Die Zuordnung als interne oder externe Peripheriegeräte ist nicht immer eindeutig. Teilweise unterliegen Zubehörgeräte auch einem Bedeutungswandel. Beispielsweise waren Netzwerkkarten früher für mobile Geräte und teilweise auch für Desktop-Computer extern als teures Sonderzubehör erhältlich; heute sind externe Modelle praktisch vom Markt verschwunden, da sie als übliche Standardgeräte Teil der Hauptplatine sind. Das Diskettenlaufwerk ist dagegen fast vom Markt verschwunden und wird auf neueren Computern nur noch extern als Sonderzubehör verwendet. Einige frühere Notebookmodelle (z. B. Serie Compaq Contura) wurden mit Trackball statt eines Touchpad ausgeliefert; der Trackball konnte sich aber als internes Peripheriegerät nicht auf dem Massenmarkt durchsetzen. Er ist aber im industriellen Bereich (staubige Werkshallen, vandalismussicherer Einsatz) ein extern angeschlossenes Nischenprodukt. Die Zuordnung unten bezieht sich deshalb auf die übliche Verwendung heutiger Modelle.

## Eingabe- und Ausgabegeräte
Peripheriegeräte sind unterteilt in Eingabe- und Ausgabegeräte. Auch Multifunktionsgeräte kann man als eine Art der Peripheriegeräte zählen.
Zu Eingabegeräten kann man z. B. Tastaturen, Mäuse, Scanner und Mikrofone zählen.
Zu Ausgabegeräten zählt man Bildschirme, Beamer, Plotter/Drucker und Lautsprecher.
Drucker mit Scan-Funktion (in dieser Form oft auch mit integriertem Faxmodem) lassen sich als Multifunktionsgeräte bezeichnen.

## Interne Peripherie
- Grafikkarte
- Trackpoint (Zeigegeräte nur für mobile Geräte)

## Externe oder interne Peripheriegeräte
- Tastatur
- Soundkarte
- Interne oder externe Festplatte
- RAID-Controller
- USB-Hub

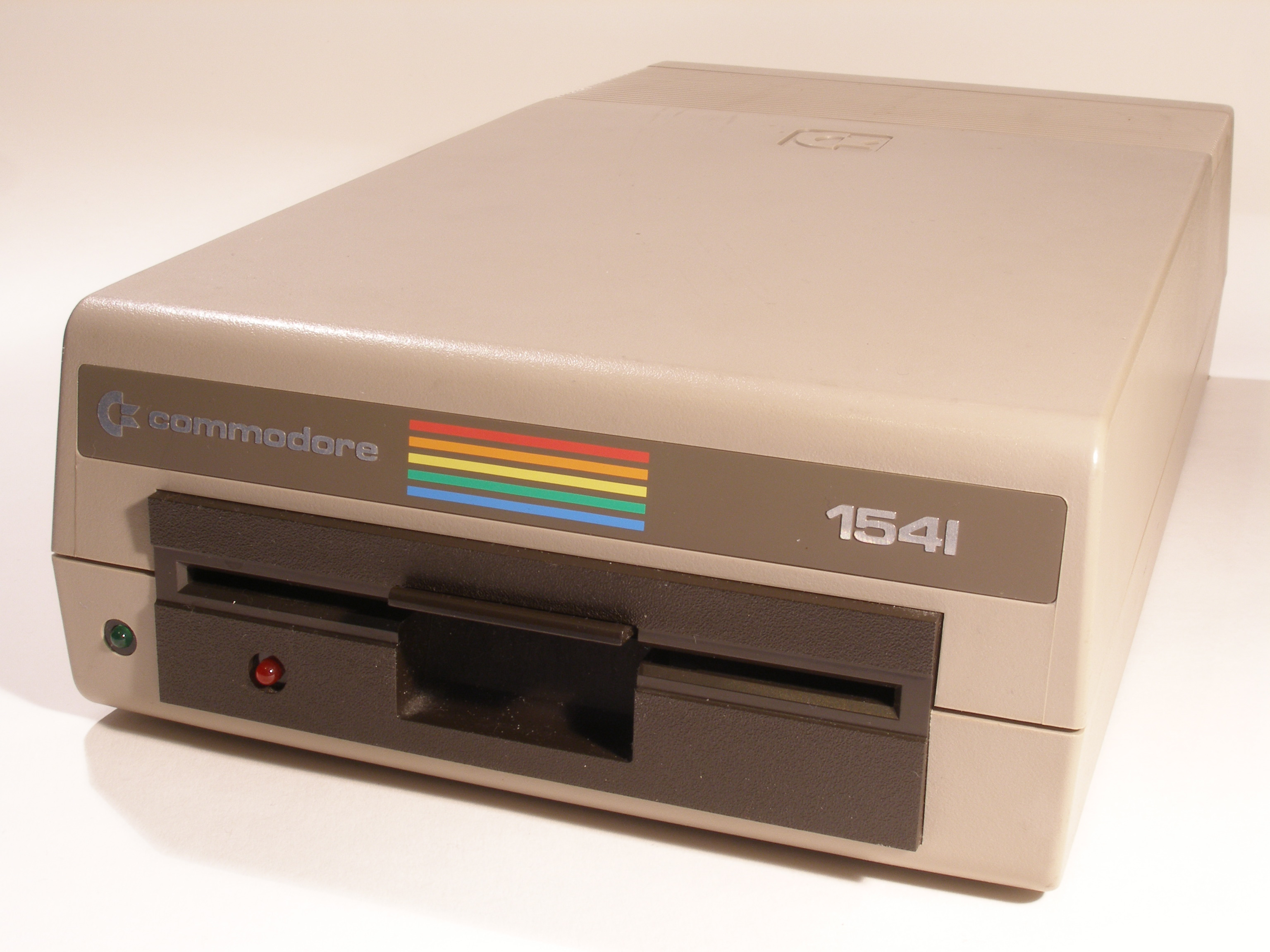
5¼-Zoll-Diskettenlaufwerk VC1541 für den Heimcomputer Commodore 64 (1982)

- CD-ROM-, DVD- oder BD-ROM-Laufwerk oder Brenner
- Diskettenlaufwerk
- TV-Karte
- Monitor
- Bluetooth- oder Infrarotschnittstellen USB
- Lautsprecher und Mikrofon (intern üblicherweise nur auf mobilen Computern)
- Modem, z. B. UMTS-Modem
- Netzwerkkarte (heute meist intern, für frühere Notebooks oft für den PCMCIA-Anschluss ausgeführt)
- Fingerabdruckscanner oder Fingersensor
- Speicherkartenlesegerät
- Webcam
- Touchpad und Trackball

## Externe Peripherie

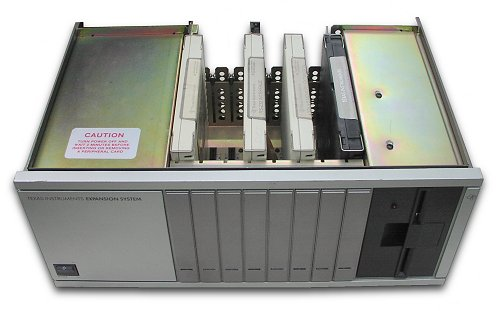
Peripheral Expansion System für den Heimcomputer TI-99/4A von Texas Instruments (1982)

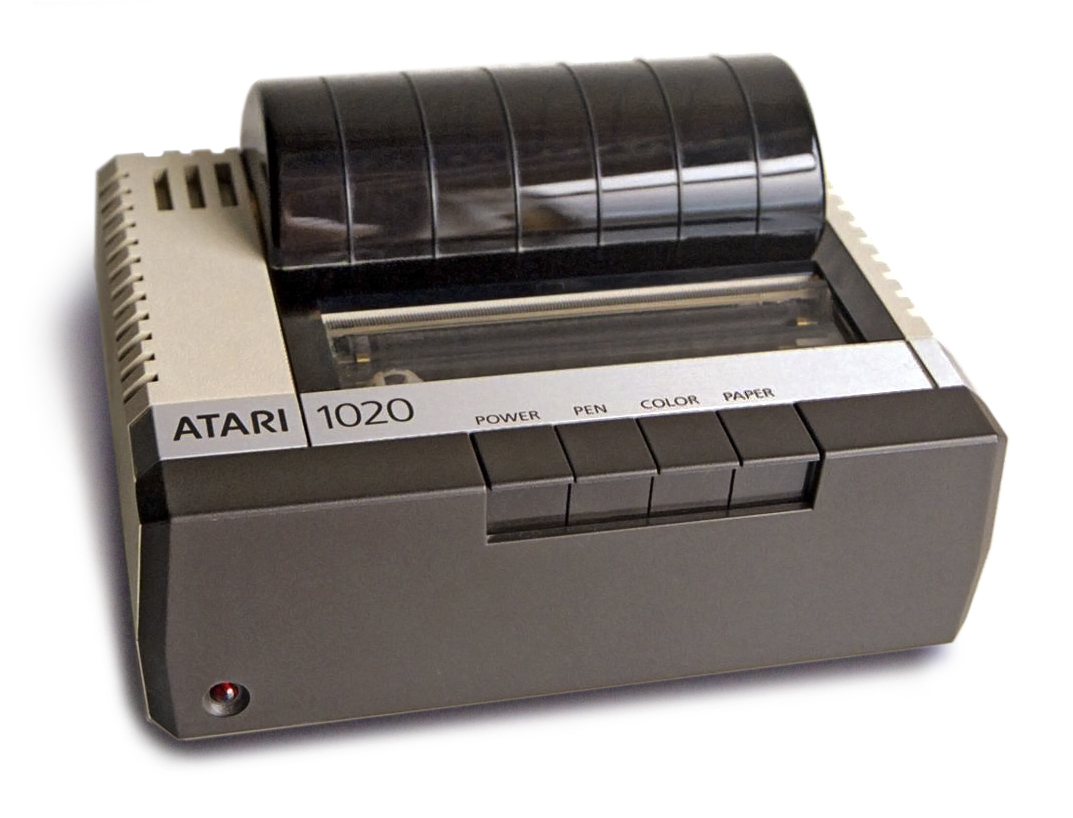
Plotter 1020 für die Atari-Heimcomputer (1983)

- Datasette oder Programmrekorder
- Drucker
- Gamepad
- Gamecontroller
- Grafiktablett
- Headset
- Joystick
- Lenkrad
- Computermaus
- Network Attached Storage
- Plotter
- Scanner
- Sensoren
- USB-Stick
- Videoprojektor
- CNC-Maschine[3]